# Gymnastik
Gymnastik betyder "nøgen-øvelse" på græsk og kaldes også for legemsøvelser.
Der findes to større former for gymnastik i Danmark:
- Den folkelige gymnastik, organiseret under Danske Gymnastik- & Idrætsforeninger (DGI).
- Den folkelige og desuden den mere konkurrenceprægede gymnastik, organiseret under Danmarks Gymnastik Forbund (DGF).

Den folkelige gymnastik er den mest udbredte i Danmark. Der er mange små og store gymnastikforeninger rundt om i landet, hvor gymnastikinstruktører gør et stort frivilligt (ulønnet) arbejde. DGI arrangerer kurser og stævner for gymnaster og instruktører. DGI's mest kendte stævne er Landsstævnet, som er et stort stævne, der afholdes hver 4. år. I 2006 blev stævnet afholdt i Haderslev og i 2009 blev stævnet afholdt i Holbæk. I 2013 blev stævnet afholdt i Esbjerg. Landstævnet blev i 2017 afholdt i Aalborg. Næste Landsstævne afholdes i 2021 i Svendborg.

## Konkurrence-discipliner
Den konkurrenceprægede gymnastik er delt op i discipliner:
- Redskabsgymnastik
  - Barre
  - Bensving
  - Bom
  - Forskudt barre
  - Reck
  - Ringe
  - Spring over hest
  - Øvelser på gulv
- Rytmisk gymnastik
- Grand Prix Gymnastik
- Trampolin
- Teamgym (tidligere kaldet Spring-rytme gymnastik)
- Fiberbane
- Sports acrobatik
- Ropeskipping

De danske medier viser ikke meget gymnastik i fjernsyn og aviser. Under bl.a. OL bliver der dog vist betydeligt mere. VM i Gymnastik bliver i oktober 2006 afholdt i Århus, Danmark.
I 2005 blev det uofficielle VM i Aesthetic Group Gymnastics afholdt i Greve, Danmark. Denne form for gymnastik minder en hel del om den dansk form, Grand Prix Rytme.